# Phaidrosz (filozófus)
Phaidrosz (Kr. e. 1. század) görög filozófus.
Az epikureus iskola feje volt Athénben a 177. olimpiászig. Jó barátságban volt Titus Pomponius Atticusszal és Ciceróval. Egyik munkája, a „Peri theón” a herculaneumi ásatásokkor előkerült, e művét Cicero „De natura deorum” művéhez forrásként használta.